# MS Romantika (schip, 2002)
De MS Romantika (Lets, Ests en Litouws voor 'Romantiek') is een cruiseferry van de Estse rederij Tallink. Het schip voer vanaf 7 april 2022 voor Holland Norway Lines op de route Kristiansand-Eemshaven.

## Geschiedenis
Het schip is in 2001 gebouwd door het Finse Aker Finnyards en werd geleverd aan Tallink. Tussen 2002 en 2006 voer ze op de route Helsinki-Tallinn, totdat de route werd overgenomen door een ander schip, de MS Galaxy. Tussen 2006-2009 en 2014-2016 voer het schip op de route Stockholm-Mariehamn-Tallinn. Tussen 2009-2014 en 2016-2021 voer het schip op de route Stockholm-Riga.
Tussen juli en augustus 2021 voer het schip voor het Marokkaanse Tanger Med, op de route tussen Tanger en Sète. Ook vond de Klimaatconferentie van Glasgow 2021 plaats op het schip.
Sinds 7 april 2022 vaart het schip op de route Eemshaven-Kristiansand. Het schip is voor drie jaar gecharterd door Holland Norway Lines, met een optie op een extra twee jaar.
In februari 2023 was het schip in de Groningse Eemshaven losgeslagen van de kade vanwege de harde wind. Er waren geen gewonden, wel was er in ieder geval schade aan omliggende schepen.
Het schip vaart niet meer nadat de Holland Norway Lines in surseance van betaling verkeert. Na het faillissement van de rederij is het schip op 6 september 2023 uit Emden vertrokken naar thuishaven Tallinn.

## Het schip
De MS Romantika is een 194 m lang, 29 m breed roll-on-roll-offschip. Het schip is uitgerust met vier dieselmotoren, die per motor 6.560 kW leveren. Het schip heeft een topsnelheid van 22 knopen (41 km/u).
Het schip biedt plaats aan 2500 passagiers, 300 auto's en 60 vrachtauto's. Aan boord zijn er 2172 bedden te vinden, verdeeld over 727 cabines.
In het schip zijn er verscheidene restaurants en bars te vinden. Ook is er een discotheek en een supermarkt aan boord. Betaling aan boord kan alleen met betaalpas of creditcard.
Verder kunnen er helikopters op het schip landen, in geval van nood.